# 山口直友
山口 直友（やまぐち なおとも）は、戦国時代から江戸時代前期にかけての武将・旗本。徳川氏の家臣。

## 生涯
天文13年（1544年）、山口直之（丹波国新郷領主・赤井時家の四男）の嫡男として誕生。その後、直之は赤井氏から独立し、のち信濃国山口を領して山口直之と名乗った。
山口氏を相続した直友は天正13年（1585年）に家康に仕え、小田原の後北条氏に備えるため、松平清宗の配下として駿河国興国寺城に入る。後北条氏滅亡後、天正19年（1591年）に下総国千葉郡300石を与えられ、その後近習に列し、慶長3年（1598年）、上総国周准郡230石を加増される。
九州、特に薩摩国の島津氏と関連が深く、慶長4年（1599年）に日向国庄内で起きた、島津氏とその重臣である伊集院氏との争乱である庄内の乱に際して、来るべき天下分け目の戦いに備えて、島津氏を自分の味方にしておきたいと考えていた家康の使者として伊奈昭綱と共に両者の調停にあたり、島津義久、島津忠恒と伊集院忠真を和解させ、乱を終結させる。慶長5年（1600年）の関ヶ原の戦いの後、戦場を強行突破し薩摩へ戻り、抵抗の姿勢を示した西軍の島津氏と徳川氏との戦後交渉を取り纏める。直友が使者になったのは、島津氏と親交が深い近衛家の娘（近衛前久の妹）を、叔父の赤井直正が継室に迎えていた縁がある故と考えられる。
関ヶ原戦後の混乱中に島津氏家臣の押川公近を保護したが、逃走されている。また、弟（従弟とも）の直行は島津氏に仕えた。
慶長6年（1601年）大和国山辺郡3000石を給され、奏者番に就任する。さらに、丹波郡代を兼務し、5000石となり、慶長8年（1603年）には伏見城番を命ぜられ、慶長9年（1604年）駿河守に叙任される。伏見町奉行を兼務する。慶長15年（1610年）大久保長安の後任として、大和郡山城番となる。大坂の陣に参陣し、慶長19年（1614年）には上使として長崎へ赴き、長崎奉行の長谷川藤広と共にキリスト教会を破壊する。家康没後は剃髪し、恵倫と号す。元和8年（1622年）伏見で死去。

## 逸話
生まれつき病弱だったため、60歳まで女性を近づけず独身であった。60歳の時に18歳の妻を娶り子を生した。さらに、この妻が早世したため、74歳にして19歳の妻（戸田一西の娘）と再婚した。

## 系譜
- 父：山口直之
- 母：不詳
- 後室：戸田一西娘
- 生母不明の子女
  - 男子：山口直堅
  - 男子：山口直治
  - 女子：板倉重昌正室

## 小説
- 池波正太郎『黒幕』（1991年　新潮社文庫）

天下静謐のためには、徳川家康を盛り立てるしかないと考え、自己を厳しく律し、不可能きわまる隠密活動を敢行し成功させ、時には家康の非道を糾すため毅然たる態度をとったが、晩年は若い妻を迎え人生を楽しんだ直友の生涯を描いている。